# Bikang
Bikang est une localité de la région du Centre au Cameroun, située dans la commune de Nanga-Eboko et le département de la Haute-Sanaga.

## Population
En 1963, Bikang comptait 83 habitants, principalement des Bamvele.
Lors du recensement de 2005, ce nombre s'élevait à 59.